# Pollution industrielle
 (mai 2021).

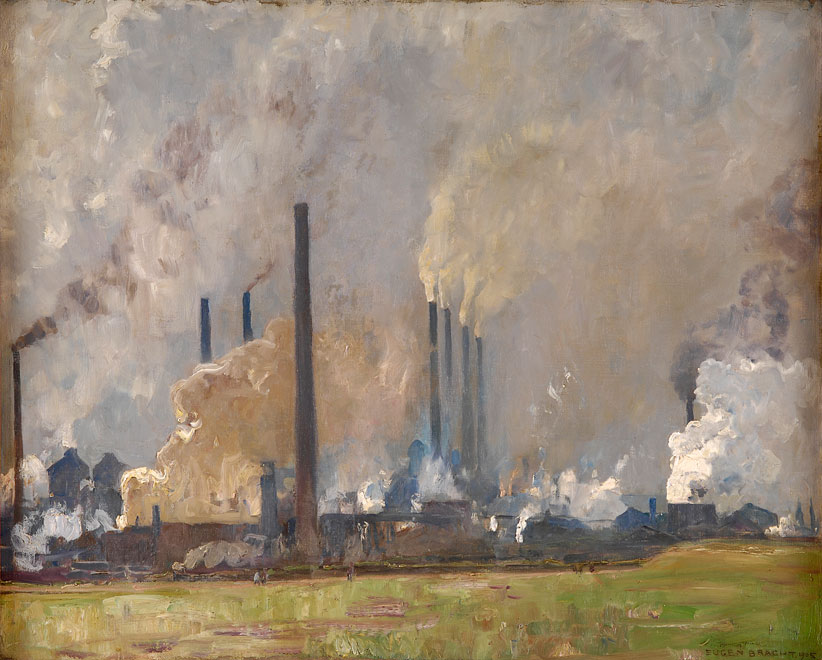
Les premières pollutions de grande importance semblent avoir émergé avec la révolution industrielle, permise par les machines à vapeur, la métallurgie et le charbon. Cheminées industrielles, par Eugène Bracht (1842–1921), tableau daté de 1905

La pollution industrielle désigne la part de la pollution de l'environnement directement induite par l'Industrie quand elle introduit des altéragènes biologiques, physiques (dont radiations telles que la radioactivité ou dans la lumière artificielle quand elle perturbe l'environnement nocturne), chimiques ou organiques, affectant de manière plus ou moins importante le fonctionnement de l'écosystème,  .
Cette pollution correspond à une contamination plus ou moins durable (selon le type de polluant, dégradable, biodégradable ou non -biodégradable) des compartiments des écosystèmes que sont l'air, eau, sol ou le réseau trophique ou de l'être humain. Elle se quantifie souvent par rapport à un seuil ou à une norme, mais il faudrait aussi tenir compte des synergies entre polluants. 
Les sites et sol industriels (friches industrielles le cas échéant) sont sources de contamination qui peuvent s'étendre ou se modifier via une diffusion passive dans l'environnement ou via le réseau trophique (chaîne alimentaire ; par la bioconcentration ou bioturbation et métabolisation notamment).

## Histoire

### Histoire du mot
Selon Geneviève Massard-Guilbaud, historienne spécialiste de la pollution industrielle, le mot « pollution » (avec son sens contemporain de dégradation des milieux de vie) apparaît en France vers 1860, mais d'abord pour l'eau exclusivement, avant que l'adjectif « pollué » n'apparaisse.
Le mot et l'adjectif sont ensuite utilisés pour évoquer la pollution de l'air. Il faut attendre encore plus longtemps pour que l'on parle de pollution du sol.
Les anglophones l'auraient utilisé plus précocement.
L'expression nuisance industrielle est utilisé au XIXe siècle, avant que le mot pollution ne se diffuse fortement, dans les années 1970.

### Histoire du concept
L'histoire de la notion de « pollution environnementale » est mal connue pour l'Antiquité, où une certaine industrie s'est développée (carrières, taille des pierres, production de briques, tuiles, amphores, métallurgie... parfois très polluante avec l'industrie du plomb et du mercure par exemple).
De l'Antiquité au Moyen Âge, les villes denses peinent parfois à éliminer leurs déchets, dont artisanaux (les chroniqueurs évoquent parfois des cloaques, merderons, ruelles pleines d'immondicitez, rues encombrées de boue, mares et bouillons où pataugent les chiens, chevaux, charrois et piétons qui recherchent le « haut du pavé », espérant ne pas recevoir le contenu d'un pot de chambre jeté du premier étage. De la Rome antique à ces époques médiévales, des solutions plus ou moins ingénieuses sont testées et développées pour limiter ces nuisances.
De la Renaissance au XVIIe siècle les pollutions étaient plutôt localisées, dans les régions de métallurgie (ex. mines de plomb et mercure en Espagne), et en ville autour de certaines fabriques : feutres ou miroirs formés au mercure. Souvent les activités les plus nuisantes étaient reléguées en périphéries dans des quartiers réservés à certaines activités artisanales notamment liées à la viande et aux cuirs (boucheries, boyauderies, écorcheries, corroyages, tanneries, mégisseries, fonderies de graisse...), de même que les forges bruyantes et productrices de fumées. Périodiquement des conflits se reposaient avec l'extension urbaine[pas clair] qui englobait à nouveau ces quartiers ou établissements. 
Des problèmes se posent avec l'intégration dans les villes où leurs banlieues d'industries à risques (dont les dangereuses poudreries, sources d'explosions dramatiques).  
« C'est à Paris que nous devons placer les établissements » écrit et dit le conventionnel centralisateur Barrère en août 1793, à propos des fabriques de poudre et matériel de guerre, qu'il souhaite installer au centre névralgique de la France, dans sa capitale même.
Avec la révolution industrielle, la pollution industrielle a pris une ampleur considérable, mais se délocalise avec l'apparition de l'énergie électrique : les villes sont moins polluées par les fumées charboneuses qui se concentrent autour des centrales électriques. La mondialisation accentue encore ce phénomène en délocalisant les pollutions vers les pays émergents (en particulier après la Seconde Guerre mondiale).
Elle touche alors la planète entière, sans s'arrêter aux frontières, emportée par l'eau ou les mouvements des masses d'air (pesticides, pluies acides, pollution radioactive de Tchernobyl, etc.). Le charbon pollue gravement l'air de centaines de milliers de villes, de même que le procédé de production de soude, dit procédé Leblanc, très nocif, jusqu'à ce qu'il soit supplanté par le procédé Solvay, moins nocif, mais au moment où le procédé Leblanc avait été tellement amélioré qu'il ne polluait presque plus.

### Histoire des mesures concernant la pollution industrielle
Selon les documents d'archives (minutes de procès, règlements, procès-verbaux, etc.) et divers textes laissés par les chroniqueurs, au moins à partir du Moyen Âge les citadins et édiles cherchent à établir un équilibre plus ou moins consensuel entre le besoin de respecter la santé et la quiétude des riverains et le besoin d'activités artisanales ou industrielles.
De nombreux documents anciens montrent que du Moyen Âge à la Révolution française, les conflits sont anciens et nombreux, mais qu'on a le plus souvent cherché à limiter ou réduire les nuisances des activités artisanales, avec des mesures (amendes, déplacements d'activité, fermetures...) et un dialogue entre les parties, ou des enquêtes de l'administration.
Quelques textes littéraires décrivent de manière pittoresque les miasmes (voir théorie des miasmes) et nuisances urbaines qui, dans ces cas, selon l'historien Thomas Le Roux , ont sans doute été exagérées par les auteurs et par certains historiens qui s'en sont ensuite inspirés.
Selon les documents historiques (archives juridiques, administratives), ces nuisances étaient assez fortement contrôlées et relativement maîtrisées à Paris au XIVe siècle, par la police dans le cadre de ses missions de salubrité publique. Jusqu'à cette date, la gouvernance royale ou urbaine fait appel à la concertation (avec par exemple enquête ou information de commodo et incommodo), à la recherche d'un équilibre pragmatique entre les contraintes économiques par la police.
Cependant, la révolution française intervient au moment des prémisses de la révolution industrielle. À cette époque, la chimie fait aussi sa révolution, avec une école française reconnue à cette époque dans le monde entier (Lavoisier, Laplace, Berthollet, Fourcroy, Guyton-Morveau, Meusnier, Monge...). Les chimistes, alliés aux premiers industriels de la chimie, exercent rapidement un lobbying auprès des gouvernements successifs qui ont besoin d'eux. Ils obtiennent qu'on protège les intérêts de l'industrie chimique, avant ceux des citoyens riverains, en dépit d'impacts importants sur l'air, l'eau et la qualité de vie des riverains ; 
Une date marquante est 1774, année durant laquelle se déroule à Rouen le premier grand procès industriel dit procès Holker, du nom du producteur d'acide sulfurique qui va gagner face aux plaignants et à la police, pour des raisons politiques et commerciales, sa production étant considérée comme d'intérêt national. Les guerres qui ont suivi marquent en France un tournant important, avec un recul de ce qu'on appellerait aujourd'hui la protection de l'environnement, recul qui durera - selon G. Massard-Guilbaud  - environ deux siècles ; jusqu'aux années 1970.
Les intérêts personnels et ceux de l'industrie chimique naissante se mêlent parfois avec ceux de la politique, suscitant de possibles conflits d'intérêts. Par exemple, de 1770 à 1970, la Révolution française a lieu en même temps qu'une révolution scientifique, celle de la chimie. Dans le contexte de crise révolutionnaire, la protection des riverains, de l'eau et de l'air passe au second plan, et le citoyen est moins écouté voire systématiquement débouté face à des industries de plus en plus nuisantes. La priorité du gouvernement où sont présents les industriels de la chimie est aux guerres révolutionnaires. Les gouvernements successifs demandent aux chimistes d'améliorer la production de poudre à canon et de se mettre au service de l'économie de guerre. L'administration protège alors les industriels dont elle estime que le pays a besoin, contre les riverains et municipalités en cas de conflits ;

Le révolutionnaire Jean-Antoine Chaptal illustre cette situation : ce brillant chimiste ambitionne de mettre la chimie au service des arts et métiers, c'est-à-dire de l'Industrie, dont l'industrie militaire des poudres et explosif, qu'il côtoie de près puisqu’il est nommé par le Comité de salut public inspecteur des poudres et salpêtres pour l’arrondissement du Midi, puis (en juin 1794) directeur de l'Agence révolutionnaire des poudres. En 1798, Chaptal crée avec Coustou deux manufactures de produits chimiques, très polluantes, qu’il va installer en banlieue parisienne, aux Ternes à Neuilly pour la première et à La Folie (Nanterre) pour la seconde. Il en créera une troisième dans le Midi, au Plan d’Arenc (Fos). Face aux plaintes des riverains qui doivent respirer un air lourdement chargé d’acides et de chlore, il fait en sorte de favoriser ses propres activités industrielles en utilisant son influence et ses pouvoirs dans le Directoire puis au Conseil d’État (1799) ou en tant que ministre de l’Intérieur, par intérim le 6 novembre 1800, puis titulaire, le 21 janvier 1801. À la fin de sa vie, il confirmera un point de vue très libéral, en décrivant par exemple dans son livre De l’industrie française (1819)  sa philosophie économique et industrielle : « l'action du gouvernement doit se borner à faciliter les approvisionnements, à garantir la propriété, à ouvrir des débouchés aux produits fabriqués et à laisser la plus grande liberté à l’industrie. On peut se reposer sur le fabricant du soin de tout le reste », alors qu’on a pu, à juste titre, lui reprocher dans certains cas d’être juge et partie ou d’avoir favorisé ses intérêts industriels en les confondant avec ceux du pays.
Peu après, Napoléon édicte un décret à la suite de nombreuses « plaintes portées par différents particuliers contre les manufactures et ateliers dont l'exploitation donne lieu à des exhalaisons insalubres ou incommodes » (il s'agissait notamment de fabrique de soude ou de manufactures émettant des vapeurs d'acide et de chlore). Ce décret d'octobre 1810 est parfois présenté comme le premier décret de protection de l'environnement, à tort selon G. Massard-Guilbaud ; en effet, il était sans effet rétroactif, il donnait pratiquement tout pouvoir au préfet et il limitait clairement le champ des contrôles aux retombées polluantes hors de l'usine, sans prendre en compte la pollution de l’eau ni celle des sols, et encore moins la santé des ouvriers. Le patronat et les membres du gouvernement chargés de l’Industrie considéraient alors que ces ouvriers travaillant « volontairement » dans les entreprises industrielles, en connaissance de cause, et en sachant qu’ils prenaient des risques. Lesquels étaient réputés compensés par un salaire plus élevé. Le seul motif possible de recours permis par ce décret était de « graves inconvénients pour la salubrité publique, la culture, ou l'intérêt général ». Ce décret a protégé l'industrie durant plus d'un siècle contre les plaintes de ses ouvriers et des riverains, tout particulièrement ceux qui se seraient installés près de l'usine après sa création.
Les universitaires François Jarrige et Thomas Le Roux indiquent que le décret de 1810 constitue la « première loi mondiale sur les pollutions industrielles » ; ils estiment qu'elle « scelle un nouveau pacte entre l'industrie et son environnement, contribue à acclimater les pollutions comme une part inévitable de la nouvelle modernité » et « clôt vingt ans de débats sur les modes de régulation des nuisances. Elle confirme les nouveautés apparues dans les années 1770, en les érigeant au rang de loi. Elle s'inscrit également dans le contexte du durcissement autoritaire d'un régime qui se rêve impérial et conquérant ». La loi est réformée en 1815 mais conserve ses dispositions essentielles.
En 2010, le ministère de l'Environnement a voulu le présenter comme une avancée pour l'environnement, alors que Geneviève Massard-Guilbaud, entre autres, considère qu’il traduit davantage une régression qu'un progrès, puisqu’il est moins apte à protéger des nuisances industrielles les riverains et les employés que les processus négociés antérieurs.
G. Massard-Guilbaud fait remarquer  que depuis la révolution française, le législateur et l'administration des contrôles ont toujours fortement distingué les pollutions touchant l'intérieur et l’extérieur de l'usine, respectivement contrôlés par l'hygiène industrielle et l'hygiène publique, les médecins du travail, et la médecine générale, les inspecteurs du travail et ceux des installations classées. Une inspection des sites classés à risque ou dont le danger est avéré a théoriquement été mise en place à partir de 1917 (par décret) mais, faute de moyens, le ministre chargé de cette question l'a d'abord confiée aux inspecteurs du travail, malgré le souhait d'une tutelle du corps des ingénieurs des mines, qui souhaitait prendre cette inspection en charge, avant que des inspecteurs généraux de l'environnement soient nommés pour inspecter les administrations elles-mêmes.
Au XXe siècle, quelques progrès seront faits avec la reconnaissance de maladies professionnelles (saturnisme dans un premier temps), mais les deux guerres mondiales et la crise de 1929 se seront pas propices à la protection de l'environnement. Il faudra attendre les années 1970 pour voir émerger une prise de conscience généralisée, mais certaines entreprises choisiront de délocaliser des productions ou procédés de recyclages polluants dans des pays pauvres et sans législation environnementale existante ou respectée. C'est un des thèmes de la responsabilité sociale et environnementale.

## Types de pollutions industrielles
Ces pollutions sont à la fois aiguës et accidentelles ou « diffuses » et chroniques. Ces deux types de pollutions ne sont pas étudiées ni traitées de la même manière, même si la prévention cherche à les limiter dans les deux cas ;
Elles peuvent concerner toute la filière industrielle (agro-industrielles, militaro-industrielle...) ; de l'amont à l'aval ; c'est-à-dire du processus amont (mines, carrières, transport ou préparation de ressources), en passant par process industriel et/ou les déchets qu'il génère jusqu’à la fin de vie des machines, usines, et à long et très long termes  jusqu'au devenir des friches industriels et lieux de stockages de déchets à longue vie.  

Elles sont de types variés (gazeuses, particulaire, sonores, vibratoires, calorique, lumineuse, radioactives, électromagnétiques, génétique, nanotechnologique, etc.),
Le caractère polluant ou contaminant d'un produit du process industriel peut être dû à sa nature physico-chimique qui en fait un « poison » pour l'Homme ou l'environnement (exemple : mercure de la baie de Minamata ; Il peut s'agir d'un altéragène biologiques (ex : dans le cas d'un pathogène, ou d'un transgène utilisé de manière industrielle).
- soit à leur nature tératogène (provoquant des malformations chez les nouveau-nés), même non associée à un caractère toxique
- soit à leur nature de perturbateur endocrinien ;
- soit, en dépit de leur caractère non directement toxique pour l'homme et les êtres vivants, à leur capacité éventuelle à changer ou perturber le fonctionnement d'un écosystème ou de la biosphère (ex le CO2 en tant que gaz à effet de serre), soit en détruisant la vie

Parfois, par extension, le simple caractère très désagréable, d'une nuisance a priori sans danger (ex bruits répétés) peut suffire à invoquer le qualificatif de pollution là où le mot « nuisance » est habituellement préféré.

## Suivi
L'étude de l'impact d'un polluant industriel relève à la fois du domaine de la métrologie (mesure de la pollution) et de l'écotoxicologie, qui ne dispose encore que de peu de moyens, avec souvent un faible accès à des informations importantes notamment couvertes par le secret de fabrication. 

Il reste en outre très difficile voire impossible de mesurer la part respective des impacts de polluants agissant en synergies
Mesures, mémoire, cartographies
Des atlas ou cadastres des pollutions et d'état des sols et écosystèmes se mettent peu à peu en place aux échelles communales à mondiales pour certains polluants, concernant les émissions et/ou les pollutions de stock.
En France, deux bases de données, Basias et Basol stockent une partie des informations les plus importantes, quand elles sont connues, sur les sites et sols  pollués.

## Législation
Elle varie selon les époques, les pays et les industries, avec l'évolution des connaissances, les poids des lobbys, les moyens de contrôle...

### En Europe
- Le règlement Reach concerne l'industrie et demande une évaluation ou réévaluation de la dangerosité de nombreux produits avant ou après leur mise sur le marché.
- Un registre européen des émissions polluantes (Eper) concerne 50 polluants (eau et air uniquement), émis par les principales (grandes et moyennes) installations industrielles. Il a permis de conclure[9] mi 2007 à un « bilan mitigé ». Si on observe une diminution de deux tiers des cinquante polluants industriels suivis, notamment azotés dans l'eau (-14,5 % dans l'eau), phosphore (-12 % dans l'eau) et dioxines et furanes (-22,5 % dans l'air); ces améliorations sont contrebalancées par une hausse des émissions de certains polluants dont le CO2 que la commission espérait réduire grâce à l'introduction du système communautaire d'échange de quotas d'émission.
L'Eper sera en 2009 remplacé par un registre européen des rejets et des transferts de polluants (PRTR européen) construit à partir des données de 2007, cette fois pour plus de 91 substances d'industries dans 65 domaines d'activité. Et les émissions diffuses du trafic autoroutier, chauffage domestique et l'agriculture» y seront ajoutées[10].
- La Commission européenne a présenté le 9 février 2007 un projet de directive visant à condamner de manière uniforme au sein de l'Union européenne les crimes environnementaux[11]. Actuellement (février 2007), la définition varie fortement d'un État membre à l'autre, avec des sanctions jugées souvent « insuffisantes » par la Commission. Franco Frattini, le commissaire chargé de la Justice, à la liberté et à la sécurité a déclaré que 73 % des « crimes verts » sont causés par les entreprises, il fallait donc les pénaliser plus fortement. C'est ainsi que des amendes allant de 750 000 euros à 1,5 million d'euros peuvent être infligées, ainsi que pour les personnes, des peines de prison allant de 5 à 10 ans[12]. L'industrie est notamment concernée par deux types de crimes qui sont l'émission illicite de substances dangereuses et le transport illicite de déchets.

### Réglementation en France
- En 1791, une loi rationalise des lois diverses antérieures, parfois présentée comme prémisse de la législation sur le risque industriel.
- En 1794, l'explosion de la poudrerie de Grenelle en banlieue parisienne, avec plus de 1 000 morts émeut la population et les autorités. En 1810, le Décret impérial du 15 octobre 1810 relatif aux Manufactures et Ateliers qui répandent une odeur insalubre ou incommode réglemente les industries dont les odeurs (et en réalité parfois les vapeurs toxiques) sont considérées comme des nuisances pour le voisinage, introduisant un double système d'autorisation et de déclaration
- 20 avril 1932, une Loi coordonne mieux la réglementation des établissements classés (14 mars 1919) et les lois d'urbanisme (18 juillet 1924).
- Années 1970, les lois se renforcent en Europe avec les directives Seveso (1976) qui demandent aux États-membres et aux entreprises d'identifier les risques associés à certaines activités industrielles dangereuses, et de mettre en œuvre les mesures nécessaires pour y faire face. Ce texte sera modifié avant une directive Seveso II (dec 1996) qui porte sur les « établissements » (et pas seulement les « installations »), couvrant donc tous les lieux où peuvent se trouver des substances dangereuses (embranchements ferroviaires, installations portuaires...). 
En France ; le 19 juillet 1976, la Loi no 76-663 du 19 juillet 1976 relative aux installations classées pour la protection de l’environnement impose de nouvelles procédures d'autorisation préalable et de contrôle par l’administration (études de dangers, études de sûreté) sous l'égide des DRIRE, renforçant la responsabilité de l’exploitant. Le 21 septembre 1977, un décret[13] introduit l'étude d’impact et l'étude de danger.  Le ministère de l'Environnement dispose d'un service de l’environnement industriel, qui- assisté du Conseil supérieur des installations classées ; organisme consultatif paritaire - est responsable de la réglementation sur ces sujets qui est mise en œuvre par les préfets de département, assistés d'un service technique (Inspection des installations classées, qui instruit les demandes d'autorisation et exécute les contrôles. L'Inspection des installations classées a des pouvoirs de police, et peut dresser procès-verbal.
- 18 mars 1992 ; après la catastrophe de Tchernobyl, 26 pays signent la Convention de la Commission Économique des Nations unies pour l'Europe sur les effets transfrontières des accidents industriels.

Plus récemment, la loi Laure précise que la source de pollution est l’activité humaine, industrielle notamment ;

La France a retenu le principe pollueur-payeur, qui fait assumer au pollueur effectif ou potentiel la charge financière de la prévention, de la réduction et de la lutte contre la pollution. Dans cette optique, les équipements et produits polluants devraient être plus taxés que des produits dits écologiques. Des incitations financières, comme des réductions d'impôts, visant à promouvoir le développement des énergies renouvelables peuvent être appliquées. 

Lors d'une catastrophe écologique (comme une marée noire), le pollueur est censé assumer le nettoyage des zones contaminées.
L'application de l'écotaxe (dans le cas de la pollution de l'eau, avec les Agences de l'eau) et/ ou du principe pollueur-payeur a nécessité que l'on crée des indices de pollution. 
Exemples d'unités retenues en France 
- le métox, mais uniquement pour huit polluants de type métaux et métalloïdes (arsenic, cadmium, chrome, cuivre, mercure, nickel, plomb et zinc[14]).
- des équivalents dioxines existent aussi pour les organochlorés.
- La Loi sur l'eau [15] concerne notamment l'industrie.
- la réglementation sur les I.C.P.E) concerne certaines installations, ouvrages et travaux entraînants un prélèvement sur les eaux superficielles ou souterraines, une modification du niveau ou du mode d'écoulement des eaux ou un rejet. La Mission interservice de l'eau (MISE), regroupement départementale des services de l'État (DDASS, DDAF, DDE, DRIRE, DIREN…) est chargée d'assurer la police de l'eau.

#### Réglementation sur les installations classées
Elle concerne les installations susceptibles de présenter un danger pour l'environnement, le voisinage ou la personne. 

Ces installations appelées ICPE (installations classées pour la protection de l'environnement), répertoriées dans une nomenclature, sont tenues avant leur mise en activité ou avant un changement ou une diversification de leur activité de présenter un dossier en préfecture répertoriant toutes les nuisances qu'elles sont susceptibles de provoquer et les moyens qu'elles comptent mettre en œuvre pour les prévenir et les réparer le cas échéant. Les activités ainsi répertoriées sont soumises soit à une simple déclaration (dépôt du dossier) soit à une autorisation pour les installations présentant les risques les plus importants. La déclaration doit tout de même faire l'objet d'un récépissé attestant que le dossier est complet et conforme à la législation.